# 滇南蛇根草
滇南蛇根草（学名：Ophiorrhiza austroyunnanensis）是茜草科蛇根草属的植物，为中国的特有植物。分布于中国大陆的云南等地，生长于海拔1,500米的地区，多生于丛林中，目前尚未由人工引种栽培。
其种加词“austroyunnanensis”意为“滇南的”。